# گمینا یودوووا
گمینا یودوووا (به لهستانی:  Gmina Jodłowa) یک گمینا در لهستان است که در شهرستان دنبیتسا واقع شده‌است. گمینا یودوووا ۵۹٫۸۶ کیلومتر مربع مساحت و ۵٬۴۳۹ نفر جمعیت دارد.